# Public service
Public service er en betegnelse for en uafhængig radio- og tv-virksomhed, som er "i offentlighedens tjeneste". Institutionens rammer er politisk og lovgivningsmæssigt reguleret, mens selve programvirksomheden og prioriteringerne inden for disse rammer foretages af mediets egen ledelse. Hovedindkomstkilden er som regel en løbende afgift (licens) på licenspligtige apparater, såsom radio, tv computer, smartphone og tablet.

## Danmark
Reglerne for medielicens i Danmark er vedtaget af Folketinget, og står beskrevet i Kulturministeriets Bekendtgørelse om medielicens.

Public service loven § 10: 
| Citat | Den samlede public service- virksomhed skal via TV, radio og internet o.lign. sikre den danske befolkning et bredt udbud af programmer og tjenester omfattende nyhedsformidling, oplysning, undervisning, kunst og underholdning. Der skal i udbuddet tilstræbes kvalitet, alsidighed og mangfoldighed. Ved programlægning skal der lægges afgørende vægt på hensynet til informations- og ytringsfriheden. Ved informationsformidlingen skal der lægges vægt på saglighed og upartiskhed. Programvirksomheden skal sikre befolkningen adgang til væsentlig samfundsinformation og debat. Der skal endvidere lægges vægt på dansk sprog og dansk kultur. Programvirksomheden skal endvidere afspejle bredden i produktion af kunst og kultur og give programtilbud, som reflekterer mangfoldigheden af kulturinteresser i det danske samfund. | Citat |
|       | |       |

## Public service-virksomheder
- DR
- TV 2
- Radio24syv
- NRK
- Sveriges Radio
- Sveriges Television
- YLE (Yleisradio Oy, Rundradion Ab), Finland
- ARD og sin medlemmer, Tyskland
- BBC
- TVP og PR, Polen
- NPO, Nederlandene